# Keibert Ruiz
Keibert José Ruiz (Valencia, Venezuela, 20 de julio de 1998), más conocido como Keibert Ruiz, es un jugador profesional venezolano de béisbol que se desempeña en la posición de cácher en Washington Nationals, equipo de las Grandes Ligas de Béisbol (MLB).

## Carrera
Ruiz hizo su debut en la MLB con el equipo Los Angeles Dodgers, en el cual jugó dos temporadas (2020-2021), después pasó a Washington Nationals, donde lleva jugando cuatro temporadas.